# Smaragdina maharashtra
Smaragdina maharashtra is een keversoort uit de familie bladkevers (Chrysomelidae). De wetenschappelijke naam van de soort werd in 2007 gepubliceerd door Kantner & Bezdek.